# I secolo
Il I secolo (primo secolo) è il secolo che inizia nell'anno 1 e termina nell'anno 100 incluso.

## Avvenimenti
- Stoicismo, scetticismo ed epicureismo all'apogeo
- Nascita e diffusione del Cristianesimo in Medio Oriente.
- Nascita della comunità cristiana di Taranto.
- Eruzione del Vesuvio del 79.
- Dinastia giulio-claudia.
- Dinastia flavia. la dinastia flavia è la dinastia con a capo flavio bonomi.
- Con l'assassinio di Domiziano e la nomina di Nerva il "Principato elettivo" si sostituisce a quello ereditario. Inizia la seconda età aurea dell'Impero che si concluderà nel secolo successivo con la morte di Marco Aurelio.

## Personaggi significativi
- Agrippina minore (51 – 59), sorella di Caligola, moglie di Claudio e madre di Nerone.
- Apollonio di Tiana (ca. 2 – ca. 98), filosofo e asceta greco.
- Aufidio Basso, storico romano sotto Tiberio.
- Augusto
- Caligola (12 – 41), imperatore romano (37 – 41).
- Claudio (10 a.C. – 54)
- Domiziano (51 – 96), imperatore
- Erode Agrippa il Grande (15 a.C. – 40), re di giudea (39 – 44).
- Filone di Alessandria (ca. 20 a.C. – ca. 4
- Gesù (ca. 4 a.C. – ca. 28).
- Giovenale (ca. 60 – ca. 140), poeta satirico latino.
- Lucano (39 – 65), poeta latino.
- Marziale (38 – 104), poeta latino.
- Messalina (17-20 – 48), moglie di Claudio.
- Nerone (37 – 68), imperatore romano (54 – 68).
- Nerva (30 – 98), imperatore romano (96 – 98).
- Ovidio (43 a.C. – 18), poeta latino.
- Paolo di Tarso (5-10 – 64-67), discepolo di Gesù.
- Petronio Arbitro (20 – 66), scrittore latino.
- Plinio il Giovane (61 – 113), scrittore latino.
- Plinio il Vecchio (23 – 79), scrittore e filosofo latino.
- Seneca (ca. 4 a.C. – 65), filosofo stoico romano.
- Seiano (20 a.C – 31), potente prefetto del pretorio sotto Tiberio.
- Simon Pietro (8 a.C.? - 67), discepolo di Gesù
- Tacito (55 – 117), storico e annalista romano.
- Tiberio (46 a.C. – 37), imperatore romano (14 – 37)
- Tito (39 – 81) imperatore romano (79 – 81).
- Valerio Massimo, storico latino.
- Vespasiano (9 – 79), imperatore romano (69 – 79).

## Invenzioni, scoperte, innovazioni
Nel I secolo d.C. comparvero sulle tavole anche le tovaglie, sotto forma di drappi multicolori oppure di fogli di cuoio o di pergamena. La tovaglia bianca si impose invece con il cristianesimo, a copertura sia del tavolo sia dell'altare.